# Liga de Voleibol Argentina de 2022–23
A Liga de Voleibol Argentina de 2022–23, oficialmente LVA RUS de 2022–23 por questão de patrocínio, foi a 27.ª edição da primeira divisão do campeonato argentino de voleibol, competição esta organizada pela Associação de Clubes da Liga Argentina de Voleibol (ACLAV). O torneio teve início no dia 3 de novembro de 2022 e estendeu-se até o dia 21 de abril de 2023 e contou com a participação de 12 equipes provenientes de 8 cidades argentinas.
Após os vice-campeonatos nas últimas duas edições, a equipe do Ciudad Vóley conquistou o inédito título da LVA ao vencer o UPCN Vóley Club por 3–0 na série final. O ponteiro argentino Facundo Conte foi eleito o melhor jogador da fase final do torneio.

## Regulamento
O torneio foi divido na fase regular e na fase dos playoffs.
Fase regular
A fase regular da LVA RUS 2022–23 foi disputada no sistema "todos contra todos" entre todas as equipes participantes da competição, com cada clube jogando em um sistema de rodada dupla, com jogos em casa e fora, totalizando 22 partidas para cada equipe.
Fase dos playoffs
Após a fase regular, a tabela de classificação estabeleceu a seguinte classificação para a segunda fase da competição:
- As equipes classificadas entre o 1.º e o 8.º lugares disputaram os playoffs e mantiveram a permanência na edição de 2023–24;
- As equipes classificadas em 9.º e 10.º lugares terminaram a competição e mantiveram sua vaga para a edição de 2023–24;
- As equipes classificadas em 11.º e 12.º foram rebaixadas.

Esta fase foi disputada em sistema eliminatório, composta por quartas de final (melhor de três), semifinais (melhor de três) e final (melhor de cinco).

## Equipes participantes
A seguir a lista das equipes que se qualificaram para competir a LVA RUS de 2022–23.
| Equipe                    | Cidade          | Última participação | Temporada 2021–22       |
| ------------------------- | --------------- | ------------------- | ----------------------- |
| Once Unidos               | Mar del Plata   | 2021–22             | 4.º                     |
| Ciudad Vóley              | Buenos Aires    | 2021–22             | Vice-campeão            |
| Monteros Vóley Club       | Monteros        | 2021–22             | 8.º                     |
| Obras de San Juan         | San Juan        | 2021–22             | 7.º                     |
| River Plate               | Buenos Aires    | 2021–22             | 6.º                     |
| UPCN San Juan Vóley       | San Juan        | 2021–22             | Campeão                 |
| AMUVOCA Voley             | El Calafate     | Estreante           | Vice-campeão da Liga A2 |
| Paracao Voley             | Paraná          | 2021–22             | 5.º                     |
| Defensores de Banfield    | Lomas de Zamora | 2021–22             | 9.º                     |
| Mutual Policial Formosa   | Formosa         | 2021–22             | 3.º                     |
| San Lorenzo               | Buenos Aires    | 2004–05             | Campeão da Liga A2      |
| Unión Vecinal de Trinidad | San Juan        | 2021–22             | 10.º                    |

## Critérios de classificação no grupo
1. Número de vitórias;
2. Razão de sets;
3. Razão de pontos;
4. Resultado da última partida entre os times empatados;
5. Razão de sets entre os times empatados;
6. Razão de pontos entre os times empatados;
7. Sorteio.

- Placar de 3–0 ou 3–1: 3 pontos para o vencedor, nenhum para o perdedor;
- Placar de 3–2: 2 pontos para o vencedor, 1 para o perdedor.[4]

## Fase regular

### Classificação
|  | Equipes classificadas os playoffs  |
|  | Equipes rebaixadas para a Série A2 |

|     |                        |     | Jogos | Jogos | Jogos | Resultados | Resultados | Resultados | Resultados | Resultados | Resultados | Sets | Sets | Sets  | Pontos | Pontos | Pontos |
| Pos | Equipe                 | Pts | T     | V     | D     | 3–0        | 3–1        | 3–2        | 2–3        | 1–3        | 0–3        | V    | P    | R     | V      | P      | R      |
| --- | ---------------------- | --- | ----- | ----- | ----- | ---------- | ---------- | ---------- | ---------- | ---------- | ---------- | ---- | ---- | ----- | ------ | ------ | ------ |
| 1   | Ciudad Vóley           | 60  | 22    | 21    | 1     | 10         | 8          | 3          | 0          | 1          | 0          | 64   | 17   | 3.765 | 1927   | 1645   | 1.171  |
| 2   | UPCN Vóley Club        | 56  | 22    | 19    | 3     | 11         | 6          | 2          | 1          | 2          | 0          | 61   | 19   | 3.211 | 1939   | 1629   | 1.190  |
| 3   | Monteros Vóley Club    | 51  | 22    | 18    | 4     | 7          | 7          | 4          | 1          | 2          | 1          | 58   | 27   | 2.148 | 1968   | 1805   | 1.090  |
| 4   | Policial Vóley         | 47  | 22    | 16    | 6     | 5          | 9          | 2          | 1          | 5          | 0          | 55   | 31   | 1.774 | 1984   | 1866   | 1.063  |
| 5   | Paracao Voley          | 39  | 22    | 13    | 9     | 7          | 3          | 3          | 3          | 4          | 2          | 49   | 36   | 1.361 | 1950   | 1901   | 1.026  |
| 6   | Defensores de Banfield | 34  | 22    | 11    | 11    | 4          | 6          | 1          | 2          | 4          | 5          | 41   | 41   | 1,000 | 1871   | 1849   | 1.012  |
| 7   | River Plate            | 31  | 22    | 10    | 12    | 4          | 5          | 1          | 2          | 3          | 7          | 37   | 43   | 0.860 | 1813   | 1782   | 1.017  |
| 8   | Once Unidos            | 25  | 22    | 8     | 14    | 5          | 2          | 1          | 2          | 4          | 8          | 32   | 46   | 0.696 | 1700   | 1751   | 0.971  |
| 9   | San Lorenzo            | 20  | 22    | 6     | 16    | 2          | 2          | 2          | 4          | 6          | 6          | 32   | 54   | 0.593 | 1802   | 1978   | 0.911  |
| 10  | Obras de San Juan      | 15  | 22    | 5     | 17    | 4          | 0          | 1          | 1          | 6          | 10         | 23   | 53   | 0.434 | 1593   | 1794   | 0.888  |
| 11  | UVT San Juan           | 11  | 22    | 3     | 19    | 2          | 1          | 0          | 2          | 5          | 12         | 18   | 58   | 0.310 | 1542   | 1796   | 0.859  |
| 12  | AMUVOCA Voley          | 7   | 22    | 2     | 20    | 0          | 0          | 2          | 3          | 7          | 10         | 19   | 64   | 0.297 | 1687   | 1980   | 0.852  |

### Resultados
| Mandante \ Visitante      | COU | AMV | CSL | CIU | CDB | CAP | MVC | OSJ | AMP | CRP | UPC | UVT |
| ------------------------- | --- | --- | --- | --- | --- | --- | --- | --- | --- | --- | --- | --- |
| Once Unidos               | —   | 3–0 | 3–1 | 1–3 | 0–3 | 0–3 | 0–3 | 3–1 | 1–3 | 0–3 | 1–3 | 3–0 |
| AMUVOCA Voley             | 2–3 | —   | 0–3 | 0–3 | 1–3 | 0–3 | 0–3 | 2–3 | 1–3 | 1–3 | 0–3 | 3–2 |
| San Lorenzo               | 3–1 | 2–3 | —   | 2–3 | 1–3 | 0–3 | 1–3 | 3–0 | 3–1 | 2–3 | 0–3 | 0–3 |
| Ciudad Vóley              | 3–0 | 3–1 | 3–0 | —   | 3–1 | 3–1 | 3–2 | 3–0 | 3–1 | 3–1 | 1–3 | 3–0 |
| Defensores de Banfield    | 3–0 | 3–1 | 3–0 | 0–3 | —   | 3–2 | 1–3 | 3–1 | 2–3 | 3–0 | 0–3 | 3–1 |
| Paracao Voley             | 3–2 | 3–1 | 3–2 | 1–3 | 3–2 | —   | 1–3 | 3–0 | 1–3 | 3–0 | 3–1 | 3–1 |
| Monteros Vóley Club       | 3–2 | 3–2 | 3–1 | 0–3 | 3–0 | 3–0 | —   | 3–0 | 3–2 | 3–2 | 1–3 | 3–0 |
| Obras de San Juan         | 0–3 | 3–0 | 2–3 | 0–3 | 1–3 | 3–0 | 0–3 | —   | 1–3 | 1–3 | 0–3 | 3–0 |
| Mutual Policial Formosa   | 3–0 | 3–0 | 3–1 | 1–3 | 3–0 | 3–2 | 1–3 | 3–1 | —   | 3–1 | 1–3 | 3–1 |
| River Plate               | 0–3 | 3–1 | 3–0 | 0–3 | 3–1 | 0–3 | 1–3 | 3–0 | 0–3 | —   | 0–3 | 3–1 |
| UPCN San Juan Vóley       | 3–0 | 3–0 | 3–1 | 2–3 | 3–0 | 3–2 | 3–1 | 3–0 | 1–3 | 3–2 | —   | 3–0 |
| Unión Vecinal de Trinidad | 0–3 | 3–0 | 2–3 | 0–3 | 3–1 | 0–3 | 1–3 | 0–3 | 0–3 | 0–3 | 0–3 | —   |

## Playoffs
|  | Quartas de final       | Quartas de final       | Quartas de final       | Quartas de final    | Quartas de final | Quartas de final |                 |                 | Semifinais | Semifinais | Semifinais | Semifinais | Semifinais | Semifinais |  |  | Final | Final | Final | Final | Final | Final |
|  |                        |                        |                        |                     |                  |                  |                 |                 |            |            |            |            |            |            |  |  |       |       |       |       |       |       |
|  |                        |                        |                        |                     |                  |                  |                 |                 |            |            |            |            |            |            |  |  |       |       |       |       |       |       |
|  |                        |                        |                        |                     |                  |                  |                 |                 |            |            |            |            |            |            |  |  |       |       |       |       |       |       |
|  | Ciudad Vóley           | Ciudad Vóley           | Ciudad Vóley           | 3                   | 3                |                  |                 |                 |            |            |            |            |            |            |  |  |       |       |       |       |       |       |
|  | Ciudad Vóley           | Ciudad Vóley           | Ciudad Vóley           | 3                   | 3                |                  |                 |                 |            |            |            |            |            |            |  |  |       |       |       |       |       |       |
|  | Once Unidos            | Once Unidos            | Once Unidos            | 2                   | 2                |                  |                 |                 |            |            |            |            |            |            |  |  |       |       |       |       |       |       |
|  | Once Unidos            | Once Unidos            | Once Unidos            | 2                   | 2                | Ciudad Vóley     | Ciudad Vóley    | Ciudad Vóley    | 3          | 3          |            |            |            |            |  |  |       |       |       |       |       |       |
|  |                        |                        |                        |                     |                  |                  | Ciudad Vóley    | Ciudad Vóley    | 3          | 3          |            |            |            |            |  |  |       |       |       |       |       |       |
|  |                        | Policial Vóley         | Policial Vóley         | Policial Vóley      | 2                | 0                |                 |                 |            |            |            |            |            |            |  |  |       |       |       |       |       |       |
|  | Policial Vóley         | Policial Vóley         | Policial Vóley         | Policial Vóley      | 2                | 0                | 3               | 3               |            |            |            |            |            |            |  |  |       |       |       |       |       |       |
|  | Policial Vóley         | Policial Vóley         | Policial Vóley         |                     |                  |                  |                 |                 |            |            |            |            |            |            |  |  |       |       |       |       |       |       |
|  | Paracao Voley          | Paracao Voley          | Paracao Voley          | 2                   | 2                |                  |                 |                 |            |            |            |            |            |            |  |  |       |       |       |       |       |       |
|  | Paracao Voley          | Paracao Voley          | Paracao Voley          | 2                   | 2                | Ciudad Vóley     | 3               | 3               | 3          |            |            |            |            |            |  |  |       |       |       |       |       |       |
|  |                        |                        |                        |                     |                  |                  | 3               | 3               | 3          |            |            |            |            |            |  |  |       |       |       |       |       |       |
|  |                        | UPCN Vóley Club        | 0                      | 1                   | 1                |                  |                 |                 |            |            |            |            |            |            |  |  |       |       |       |       |       |       |
|  | UPCN Vóley Club        | UPCN Vóley Club        | UPCN Vóley Club        | 1                   | 1                | 3                | 3               |                 |            |            |            |            |            |            |  |  |       |       |       |       |       |       |
|  | UPCN Vóley Club        | UPCN Vóley Club        | UPCN Vóley Club        |                     |                  |                  |                 |                 |            |            |            |            |            |            |  |  |       |       |       |       |       |       |
|  | River Plate            | River Plate            | River Plate            | 1                   | 0                |                  |                 |                 |            |            |            |            |            |            |  |  |       |       |       |       |       |       |
|  | River Plate            | River Plate            | River Plate            | 1                   | 0                | UPCN Vóley Club  | UPCN Vóley Club | UPCN Vóley Club | 3          | 3          |            |            |            |            |  |  |       |       |       |       |       |       |
|  |                        |                        |                        |                     |                  |                  | UPCN Vóley Club | UPCN Vóley Club | 3          | 3          |            |            |            |            |  |  |       |       |       |       |       |       |
|  |                        | Monteros Vóley Club    | Monteros Vóley Club    | Monteros Vóley Club | 0                | 0                |                 |                 |            |            |            |            |            |            |  |  |       |       |       |       |       |       |
|  | Monteros Vóley Club    | Monteros Vóley Club    | Monteros Vóley Club    | Monteros Vóley Club | 0                | 0                | 3               | 3               |            |            |            |            |            |            |  |  |       |       |       |       |       |       |
|  | Monteros Vóley Club    | Monteros Vóley Club    | Monteros Vóley Club    |                     |                  |                  |                 |                 |            |            |            |            |            |            |  |  |       |       |       |       |       |       |
|  | Defensores de Banfield | Defensores de Banfield | Defensores de Banfield | 0                   | 2                |                  |                 |                 |            |            |            |            |            |            |  |  |       |       |       |       |       |       |
|  | Defensores de Banfield | Defensores de Banfield | Defensores de Banfield | 0                   | 2                |                  |                 |                 |            |            |            |            |            |            |  |  |       |       |       |       |       |       |

- Todas as partidas em horário local.

### Quartas de final
| Data    | Hora    |                        | Placar  |                        | Set 1   | Set 2   | Set 3   | Set 4   | Set 5   | Total   | Relatório |
| 1º x 8º | 1º x 8º | 1º x 8º                | 1º x 8º | 1º x 8º                | 1º x 8º | 1º x 8º | 1º x 8º | 1º x 8º | 1º x 8º | 1º x 8º | 1º x 8º   |
| ------- | ------- | ---------------------- | ------- | ---------------------- | ------- | ------- | ------- | ------- | ------- | ------- | --------- |
| 6 mar   | 21:00   | Once Unidos            | 2–3     | Ciudad Vóley           | 21–25   | 25–22   | 25–19   | 13–25   | 12–15   | 96–106  | Relatório |
| 8 mar   | 21:00   | Ciudad Vóley           | 3–2     | Once Unidos            | 25–22   | 22–25   | 25–21   | 28–30   | 15–13   | 115–111 | Relatório |
| 2º x 7º |         |                        |         |                        |         |         |         |         |         |         |           |
| 6 mar   | 18:00   | River Plate            | 1–3     | UPCN Vóley Club        | 25–19   | 22–25   | 23–25   | 22–25   |         | 92–94   | Relatório |
| 8 mar   | 15:00   | UPCN Vóley Club        | 3–0     | River Plate            | 27–25   | 25–18   | 25–12   |         |         | 77–55   | Relatório |
| 3º x 6º |         |                        |         |                        |         |         |         |         |         |         |           |
| 6 mar   | 15:00   | Defensores de Banfield | 0–3     | Monteros Vóley Club    | 17–25   | 20–25   | 27–29   |         |         | 64–79   | Relatório |
| 8 mar   | 18:00   | Monteros Vóley Club    | 3–2     | Defensores de Banfield | 20–25   | 25–18   | 23–25   | 25–21   | 15–7    | 108–96  | Relatório |
| 4º x 5º |         |                        |         |                        |         |         |         |         |         |         |           |
| 5 mar   | 20:00   | Paracao Voley          | 2–3     | Policial Vóley         | 23–25   | 25–20   | 10–25   | 25–22   | 15–17   | 98–109  | Relatório |
| 7 mar   | 21:00   | Policial Vóley         | 3–2     | Paracao Voley          | 25–23   | 13–25   | 28–26   | 20–25   | 17–25   | 103–124 | Relatório |

### Semifinais
| Data    | Hora    |                     | Placar  |                     | Set 1   | Set 2   | Set 3   | Set 4   | Set 5   | Total   | Relatório |
| 1º x 4º | 1º x 4º | 1º x 4º             | 1º x 4º | 1º x 4º             | 1º x 4º | 1º x 4º | 1º x 4º | 1º x 4º | 1º x 4º | 1º x 4º | 1º x 4º   |
| ------- | ------- | ------------------- | ------- | ------------------- | ------- | ------- | ------- | ------- | ------- | ------- | --------- |
| 3 abr   | 21:00   | Policial Vóley      | 2–3     | Ciudad Vóley        | 21–25   | 28–26   | 25–15   | 16–25   | 14–16   | 104–107 | Relatório |
| 8 abr   | 13:30   | Ciudad Vóley        | 3–0     | Policial Vóley      | 25–17   | 26–24   | 25–21   |         |         | 76–62   | Relatório |
| 2º x 3º |         |                     |         |                     |         |         |         |         |         |         |           |
| 30 mar  | 21:00   | Monteros Vóley Club | 0–3     | UPCN Vóley Club     | 14–25   | 25–27   | 18–25   |         |         | 57–77   | Relatório |
| 6 abr   | 21:00   | UPCN Vóley Club     | 3–0     | Monteros Vóley Club | 25–20   | 25–14   | 25–18   |         |         | 75–52   | Relatório |

### Final
| Data   | Hora  |                 | Placar |                 | Set 1 | Set 2 | Set 3 | Set 4 | Set 5 | Total  | Relatório |
| ------ | ----- | --------------- | ------ | --------------- | ----- | ----- | ----- | ----- | ----- | ------ | --------- |
| 14 abr | 22:00 | Ciudad Vóley    | 3–0    | UPCN Vóley Club | 25–21 | 25–13 | 25–20 |       |       | 75–54  | Relatório |
| 16 abr | 13:45 | Ciudad Vóley    | 3–1    | UPCN Vóley Club | 19–25 | 25–21 | 25–14 | 25–21 |       | 94–81  | Relatório |
| 21 abr | 22:00 | UPCN Vóley Club | 1–3    | Ciudad Vóley    | 27–29 | 25–27 | 25–23 | 22–25 |       | 99–104 | Relatório |

## Classificação final
| Posição           | Equipe                 | Classificação                    |
| ----------------- | ---------------------- | -------------------------------- |
| Medalha de ouro   | Ciudad Vóley           | Campeonato Sul-Americano de 2024 |
| Medalha de prata  | UPCN Vóley Club        | LVA de 2023–24                   |
| Medalha de bronze | Monteros Vóley Club    | LVA de 2023–24                   |
| 4                 | Policial Vóley         | LVA de 2023–24                   |
| 5                 | Paracao Voley          | LVA de 2023–24                   |
| 6                 | Defensores de Banfield | LVA de 2023–24                   |
| 7                 | River Plate            | LVA de 2023–24                   |
| 8                 | Once Unidos            | LVA de 2023–24                   |
| 9                 | San Lorenzo            | LVA de 2023–24                   |
| 10                | Obras de San Juan      | LVA de 2023–24                   |
| 11                | UVT San Juan           | Série A2 de 2023–24              |
| 12                | AMUVOCA Voley          | Série A2 de 2023–24              |

## Premiação
| LVA de 2022–23                    |
| Buenos Aires                      |
| --------------------------------- |
| Ciudad Vóley Campeão (1.º título) |